# Alba Rohrwacher
Alba Rohrwacher, född 27 februari 1979 i Florens, är en italiensk skådespelare.
Rohrwacher har bland annat medverkat i filmen Chimären. Hon har även medverkat i TV-serierna Min fantastiska väninna och Miraklet.
Hon är syster till filmregissören Alice Rohrwacher.

## Filmografi (i urval)
- 2009 – L'uomo che verrà
- 2009 – Kärlek på italienska
- 2016 – Vad döljer du för mig?
- 2018 – Min fantastiska väninna (TV-serie)
- 2018 – Miraklet (TV-serie)
- 2023 – Chimären
- 2024 – Maria
- 2025 – Jay Kelly